# 霍尔格·巴德施图伯
霍尔格·巴德施图贝尔（3月13日—），德國前足球運動員，司職後衛。最後效力於瑞士超球隊盧塞恩。巴德施图伯起初司職中衛，儘管他也能出任左邊後衛。拜仁慕尼黑的前任教練范加尔聲稱他是德國最好的左腳後衛。

## 職業生涯

### 俱乐部经历
巴德施图贝尔出生於巴伐利亞州的梅明根。2002-2007年，他經歷了拜仁慕尼黑的青訓系統的曆練。他為拜仁的預備隊效力直至2009年7月他隨同隊友托馬斯·穆勒與拜仁慕尼黑簽訂了職業條款，作為一名從未被起用過的替補球員，他隨隊參加了2008-2009賽季拜仁一隊的幾場比賽。巴德施图贝尔在2009-2010賽季拜仁同賀芬咸的德甲首輪比賽中完成了他的處子秀，並成為了後防線上的正式一員。他在一隊的首次得分，是在2009年12月4日對陣门兴格拉德巴赫的比賽中一腳勢大力沉的任意球。由於後防線的人員變換位置，巴德施图贝尔改踢他並不擅長的左後衛。然而這位年輕人在他的第一個賽季裏給人留下了深刻的印象：2009-2010賽季的34場德甲聯賽中，巴德施图贝尔有33場以首發身份登場。
2010年2月4日，拜仁宣布巴德施图贝尔已經簽署了一份新合同，他會一直留在拜仁直至2014年。
在拜仁的整個2010-2011賽季，巴德施图贝尔與主教練範加爾之間的關係經受了一些波折，儘管範加爾聲稱他對巴德施图贝尔高度信任，但在球場上一系列糟糕表現後，他對巴德施图贝尔提出了嚴厲的批評。正是由於這些欠佳的表現，巴德施图贝尔整個賽季中幾度被排除在首發十一人之外。隨著新帥希基斯的到來，巴德施图贝尔重新回到了左中衛的位置，並與博阿滕搭檔雙中衛，進而幫助拜仁連續11場比賽不失球。另外，他也成為打入2011-2012賽季歐洲冠軍聯賽總決賽的拜仁慕尼黑的後防線中不可或缺的一員，一路上隨拜仁戰勝了皇家馬德里、那不勒斯、曼城等強手。

### 國家隊經歷

#### 2010年世界杯
巴德施图贝尔首次得到成年組別國家隊的征召是作為南非世界杯臨時大名單中的一人。他完成首秀是在5月29日德國同匈牙利的熱身賽中，是作為弗雷德里希的替補，並在下一場對陣波黑的德國隊在世界杯前最後一次友誼賽中首次進入首發名單。6月1日，巴德施图贝尔被選入德國隊征戰南非世界杯的最終23人大名單，並從勒夫手中接過14號球衣。在德班球場，他在德國與澳大利亞的首場小組賽的較量中首發登場，並在左邊後衛的位置上踢滿90分鐘，從而幫助德國隊4-0大勝澳大利亞，而這只是他代表德國隊出戰的第三場比賽。小組賽的第二輪，巴德施图贝尔再次進入首發陣容，代表德國於6月18日在伊麗莎白港的尼爾森·曼德拉海灣球場迎戰塞爾維亞，他踢了77分鐘，隨後被他在拜仁的隊友马里奥·戈麦斯換下。由於本場比賽表現欠佳，巴德施图贝尔受到了一些批評並失掉了他的首發位置，博阿滕取代了他在左邊後衛的位置並踢完了餘下的比賽，而0-1負於塞爾維亞也成為了南非世界杯中唯一一場巴德施图贝尔出場而德國隊卻失利的比賽。

#### 2012年歐錦賽
在經歷了這屆表現出現起伏的世界杯後，巴德施图贝尔以持續良好的表現確立了他在勒夫的這支國家隊中的首發地位。他幫助德國隊在2012年歐錦賽的預選賽中十戰全勝並以A組頭名的身份闖入正賽，而巴德施图贝尔在除了無關晉級大勢的預選賽末輪對陣比利時的較量中未登場外，他參加了其餘的九場比賽。在預選賽期間，巴德施图贝尔在5-1大勝阿塞拜疆的比賽中收獲了他在國家隊的處子進球：接厄齊爾開出的角球，他頭球破門得分。在2011年11月11日德國3-3戰平烏克蘭的友誼賽、同時也是基輔奧林匹克體育場落成後的首場國際級賽事中，勒夫排出了一套具有實驗性質的三後衛陣型，巴德施图贝尔為單中衛，這也被理解為一個信號，那就是他被確立為勒夫眼中德國隊中路防守眾多人選中最重要的一員。
在2012年歐洲足球錦標賽中，巴德施图贝尔幫助德國隊在小組賽首輪零封葡萄牙，獲得1-0小勝。但德國隊在半決賽對陣意大利時，巴德施图伯在與意大利前鋒巴洛特利的較量中失利，從而讓巴洛特利破門得分，最終德國隊以1-2告負。

#### 國家隊入球
| #  | 日期         | 地點                   | 對手 | 入球 | 比數 | 比賽               |
| -- | ------------ | ---------------------- | ---- | ---- | ---- | ------------------ |
| 1. | 2010年9月7日 | 莱茵能源球场,科隆,德国 |      | 5-1  | 6-1  | 2012年歐錦賽預選賽 |

## 職業生涯統計
| 俱樂部表現     | 俱樂部表現 | 俱樂部表現 | 聯賽 | 聯賽 | 杯賽   | 杯賽   | 洲際比賽 | 洲際比賽 | 其它  | 其它  | 總計  | 總計  |
| 俱樂部         | 聯賽       | 賽季       | 出場 | 進球 | 出場   | 進球   | 出場     | 進球     | 出場  | 進球  | 出場  | 進球  |
| 德國           | 德國       | 德國       | 聯賽 | 聯賽 | 德國杯 | 德國杯 | Europe   | Europe   | Other | Other | Total | Total |
| -------------- | ---------- | ---------- | ---- | ---- | ------ | ------ | -------- | -------- | ----- | ----- | ----- | ----- |
| 拜仁慕尼黑二隊 | 地區聯賽   | 2007-2008  | 23   | 4    | —      | —      | —        | —        | —     | —     | 23    | 4     |
| 拜仁慕尼黑二隊 | 德丙       | 2008-2009  | 32   | 3    | —      | —      | —        | —        | —     | —     | 32    | 3     |
| 拜仁慕尼黑     | 德甲       | 2009-2010  | 33   | 1    | 4      | 0      | 12       | 0        | —     | —     | 49    | 1     |
| 拜仁慕尼黑     | 德甲       | 2010-2011  | 23   | 0    | 3      | 0      | 5        | 0        | 1     | 0     | 32    | 0     |
| 拜仁慕尼黑     | 德甲       | 2011-2012  | 33   | 0    | 5      | 0      | 12       | 0        | —     | —     | 50    | 0     |
| 拜仁慕尼黑     | 德甲       | 2012-2013  | 0    | 0    | 0      | 0      | 0        | 0        | 0     | 0     | 0     | 0     |
| 綜合統計       | 綜合統計   | 綜合統計   | 144  | 8    | 12     | 0      | 29       | 0        | 1     | 0     | 186   | 8     |

統計截止至2012年5月12日

## 荣誉
拜仁慕尼黑
- 德甲:2010,2013,2014,2015,2016
- 德国杯:2010,2013,2014,2016
- 德国超级杯:2010,2012,2016
- 欧冠:2013
- 欧洲超级杯:2013
- 世俱杯:2013